# Statistiques du Club de Gimnasia y Esgrima La Plata
Le Club de Gimnasia y Esgrima La Plata est un club sportif argentin de La Plata, ville de la province de Buenos Aires. Il est fondé le 3 juin 1887 sous le nom de «Club de Gimnasia y Esgrima» et sa principale section est celle consacrée au football où elle évolue notamment en Championnat d'Argentine de football.
Gimnasia y Esgrima remporte son premier titre de champion de Division Intermédiaire du Football Argentin en 1915 et devient champion de Première Division en 1929, puis vice-champion en 1924, ces compétitions étant encore réservées aux amateurs. Après la professionnalisation du sport, le Gimnasia remporte la "Coupe du Centenaire" en 1994 et remporte le Championnat d'Argentine de Nacional-B de football en 1944, 1947 et 1952. De plus, le club est cinq fois vice-champion de Première Division (1995, 1996, 1998, 2002, et 2005). Il évolue depuis soixante-neuf saisons en Première Division, ce qui en fait le huitième doyen argentin.
Arturo Naón est le plus grand buteur de l'histoire du Club avec 95 buts et Jorge San Esteban est celui qui a disputé plus de matchs, en portant le maillot à plus de 411 rencontres.

## Classement en l'âge de l'amateurisme (1891-1930)
Ensuite on enregistre les positions de tous les tournois durant l'âge de l'amateurisme disputés par le Club de Gimnasia y Esgrima La Plata :
| Tournoi                                | Classement     |
| -------------------------------------- | -------------- |
| 1905 Campeonato de Tercera División    | 3e en Groupe A |
| 1915 Campeonato de División Intermedia | Champion       |
| 1916 Campeonato de Primera División    | 4e             |
| 1917 Campeonato de Primera División    | 10e            |
| 1918 Campeonato de Primera División    | 6e             |
| 1919 Campeonato de Primera División    | 7e             |
| 1920 Campeonato de Primera División    | 4e             |
| 1921 Campeonato de Primera División    | 4e             |
| 1922 Campeonato de Primera División    | 5e             |
| 1923 Campeonato de Primera División    | 6e             |
| 1924 Campeonato de Primera División    | 2e             |
| 1925 Campeonato de Primera División    | 12e            |
| 1926 Campeonato de Primera División    | 5e             |
| 1927 Campeonato de Primera División    | 25             |
| 1928 Campeonato de Primera División    | 21             |
| 1929 Campeonato de Primera División    | Champion       |
| 1930 Campeonato de Primera División    | 8e             |

## Classement en l'ère du Professionnalisme (1931-2008)
Ensuite on enregistre les positions de tous les tournois durant l'ère du professionnalisme disputés par le Club de Gimnasia y Esgrima La Plata :

### Campeonatos de primera y segunda división (1931-1966)
| Tournoi                             | Classement |
| ----------------------------------- | ---------- |
| 1931 Campeonato de Primera División | 12e        |
| 1932 Campeonato de Primera División | 7e         |
| 1933 Campeonato de Primera División | 5e         |
| 1934 Campeonato de Primera División | 9e         |
| 1935 Campeonato de Primera División | 13e        |
| 1936 Campeonato de Primera División | 14e        |
| 1937 Campeonato de Primera División | 8e         |
| 1938 Campeonato de Primera División | 6e         |
| 1939 Campeonato de Primera División | 15e        |
| 1940 Campeonato de Primera División | 7e         |
| 1941 Campeonato de Primera División | 12e        |
| 1942 Campeonato de Primera División | 13e        |
| 1943 Campeonato de Primera División | 16e        |
| 1944 Campeonato de Segunda División | Champion   |
| 1945 Campeonato de Primera División | 16e        |
| 1946 Campeonato de Segunda División | 2e         |
| 1947 Campeonato de Segunda División | Champion   |
| 1948 Campeonato de Primera División | 16e        |

| Tournoi                             | Classement |
| ----------------------------------- | ---------- |
| 1949 Campeonato de Primera División | 11e        |
| 1950 Campeonato de Primera División | 12e        |
| 1951 Campeonato de Primera División | 17e        |
| 1952 Campeonato de Segunda División | Champion   |
| 1953 Campeonato de Primera División | 6e         |
| 1954 Campeonato de Primera División | 14e        |
| 1955 Campeonato de Primera División | 10e        |
| 1956 Campeonato de Primera División | 11e        |
| 1957 Campeonato de Primera División | 14e        |
| 1958 Campeonato de Primera División | 14e        |
| 1959 Campeonato de Primera División | 14e        |
| 1960 Campeonato de Primera División | 12e        |
| 1961 Campeonato de Primera División | 9e         |
| 1962 Campeonato de Primera División | 3e         |
| 1963 Campeonato de Primera División | 12e        |
| 1964 Campeonato de Primera División | 13e        |
| 1965 Campeonato de Primera División | 17e        |
| 1966 Campeonato de Primera División | 8e         |

### Tournois Metropolitano et Nacional (1967-1979 et 1985)
| Tournoi            | Classement     |
| ------------------ | -------------- |
| 1967 Metropolitano | 7e (Groupe B)  |
| 1968 Metropolitano | 10e (Groupe B) |
| 1969 Metropolitano | 7e (Groupe A)  |
| 1970 Metropolitano | 9              |
| 1971 Metropolitano | 12e            |
| 1972 Metropolitano | 15e            |
| 1973 Metropolitano | 11e            |
| 1974 Metropolitano | 6e (Groupe A)  |
| 1975 Metropolitano | 12e            |
| 1976 Metropolitano | 11e (Groupe B) |
| 1977 Metropolitano | 15e            |
| 1978 Metropolitano | 11e            |
| 1979 Metropolitano | 9e (Groupe A)  |
| -                  | -              |
| -                  | -              |

| Tournoi               | Classement     |
| --------------------- | -------------- |
| 1967 Promocional      | Champion       |
| 1968 Reclasificatorio | 3e             |
| 1969 Reclasificatorio | 2e             |
| 1970 Nacional         | 2e (Groupe A)  |
| 1971 Nacional         | 10e (Groupe A) |
| 1972 Reclasificatorio | 4e             |
| 1972 Nacional         | 10e (Groupe A) |
| 1973 Nacional         | 7e (Groupe B)  |
| 1974 Nacional         | 3e (Groupe B)  |
| 1975 Nacional         | 7e (Groupe B)  |
| 1976 Nacional         | 6e (Groupe A)  |
| 1977 Nacional         | 4e (Groupe A)  |
| 1978 Nacional         | 3e (Groupe C)  |
| 1979 Reclasificatorio | 2e (Descendió) |
| 1985 Nacional         | 3e (Groupe D)  |

### Campeonatos de Primera "B" (1980-1984)
| Tournoi                                    | Classement               |
| ------------------------------------------ | ------------------------ |
| 1980 Campeonato de Primera "B"             | 4e                       |
| 1981 Campeonato de Primera "B"             | 7e                       |
| 1982 Campeonato de Primera "B"             | 1er (Groupe A)           |
| 1982 Campeonato de Primera "B" (Octogonal) | Eliminado en Semifinales |
| 1983 Campeonato de Primera "B"             | 11e                      |
| 1984 Campeonato de Primera "B"             | 3e                       |
| 1984 Campeonato de Primera "B" (Octogonal) | 1er (Ascendió)           |

### Campeonatos de Primera División (1985-1990)
| Tournoi                                  | Classement |
| ---------------------------------------- | ---------- |
| 1985/1986 Campeonato de Primera División | 10e        |
| 1986/1987 Campeonato de Primera División | 13e        |
| 1987/1988 Campeonato de Primera División | 5e         |
| 1988/1989 Campeonato de Primera División | 10e        |
| 1989/1990 Campeonato de Primera División | 7e         |

### Tournois Apertura et Clausura (1991-2011)
| Tournoi       | Classement |
| ------------- | ---------- |
| 1990 Apertura | 14e        |
| 1991 Apertura | 5e         |
| 1992 Apertura | 17e        |
| 1993 Apertura | 7e         |
| 1994 Apertura | 10e        |
| 1995 Apertura | 15e        |
| 1996 Apertura | 6e         |
| 1997 Apertura | 6e         |
| 1998 Apertura | 2e         |
| 1999 Apertura | 12e        |
| 2000 Apertura | 3e         |
| 2001 Apertura | 7e         |
| 2002 Apertura | 16e        |
| 2003 Apertura | 16e        |
| 2004 Apertura | 12e        |
| 2005 Apertura | 2e         |
| 2006 Apertura | 13e        |
| 2007 Apertura | 18e        |
| 2008 Apertura | 8e         |
| 2009 Apertura | 18e        |
| 2010 Apertura | 19e        |

| Tournoi       | Classement |
| ------------- | ---------- |
| 1991 Clausura | 14e        |
| 1992 Clausura | 8e         |
| 1993 Clausura | 11e        |
| 1994 Clausura | 17e        |
| 1995 Clausura | 2e         |
| 1996 Clausura | 2e         |
| 1997 Clausura | 13e        |
| 1998 Clausura | 3e         |
| 1999 Clausura | 9e         |
| 2000 Clausura | 10e        |
| 2001 Clausura | 19e        |
| 2002 Clausura | 2e         |
| 2003 Clausura | 10e        |
| 2004 Clausura | 17e        |
| 2005 Clausura | 7e         |
| 2006 Clausura | 5e         |
| 2007 Clausura | 18e        |
| 2008 Clausura | 17e        |
| 2009 Clausura | 7e         |
| 2010 Clausura | 12e        |
| 2011 Clausura | -          |

## Plus larges victoires
Ensuite les cartons maximaux sont enregistrés obtenues par le Club de Gimnasia y Esgrima La Plata:
| Rival                     | Année | Résultat |
| ------------------------- | ----- | -------- |
| Club Atlético River Plate | 1905  | 10:1     |
| Universitarios            | 1915  | 8:0      |
| Argentino de Banfield     | 1930  | 7:0      |
| Club Atlético Atlanta     | 1932  | 6:0      |
| Boca Juniors              | 1932  | 6:2      |
| Club Atlético Lanús       | 1932  | 7:2      |
| Club Ferro Carril Oeste   | 1934  | 8:2      |
| Quilmes Atlético Club     | 1937  | 6:0      |
| Unión de Santa Fe         | 1944  | 6:0      |
| Chacarita Juniors         | 1949  | 6:0      |
| Racing Club               | 1961  | 8:1      |
| Club Atlético Platense    | 1970  | 6:0      |
| Boca Juniors              | 1996  | 6:0      |
| Racing Club               | 1996  | 6:0      |
| Chacarita Juniors         | 2004  | 6:1      |

## Plus longue période d'invincibilité
Ensuite on enregistre les rencontres appartenant à la plus grande période d'invincibilité obtenue par le Club de Gimnasia y Esgrima La Plata, qui est arrivé à durer 16 journées (entre la 9e journée des matchs aller et la 10e journée des matchs retour), durant le championnat de Première Division de 1962:
| Rival                       | Condition | Résultat |
| --------------------------- | --------- | -------- |
| Chacarita Juniors           | Extérieur | 2:1      |
| Club Atlético Independiente | Domicile  | 4:2      |
| Vélez Sársfield             | Extérieur | 2:2      |
| Atlanta                     | Domicile  | 2:0      |
| San Lorenzo de Almagro      | Extérieur | 0:0      |
| Rosario Central             | Domicile  | 1:1      |
| CA River Plate              | Extérieur | 2:0      |
| Libre                       | -         | -        |
| Racing Club                 | Extérieur | 3:1      |
| Club Ferro Carril Oeste     | Domicile  | 5:2      |
| Argentinos Juniors          | Extérieur | 2:0      |
| Club Atlético Huracán       | Domicile  | 1:0      |
| Quilmes Atlético Club       | Extérieur | 2:0      |
| Boca Juniors                | Domicile  | 2:0      |
| Estudiantes de La Plata     | Extérieur | 2:0      |
| Chacarita Juniors           | Domicile  | 3:1      |
| Club Atlético Independiente | Extérieur | 1:1      |

## Victoires consécutives en Première Division
Dans le tournoi d'ouverture 2005, Gimnasia y Esgrima La Plata a obtenu sa meilleure séguedille de rencontres gagnées. Celle-ci a consisté en 8 victoires qui ont été depuis la Date 8 jusqu'aux 15. C'est la sixième plus importante du football argentin.
Ci-dessous sont notées les rencontres appartenant à la quantité maximale de victoires consécutives obtenues par le Club de Gimnasia y Esgrima La Plata, dans tournois courts[pas clair] :
| Rival                       | Condition | Résultat |
| --------------------------- | --------- | -------- |
| Rosario Central             | Extérieur | 3:0      |
| Club Atlético Lanús         | Domicile  | 1:0      |
| Instituto de Córdoba        | Extérieur | 1:0      |
| San Lorenzo de Almagro      | Domicile  | 3:2      |
| Argentinos Juniors          | Extérieur | 1:0      |
| Gimnasia y Esgrima de Jujuy | Domicile  | 4:1      |
| Racing Club                 | Domicile  | 3:1      |
| Quilmes Atlético Club       | Extérieur | 1:0      |

Il faut souligner que sa meilleure séguedille de rencontres gagnées dans de longs tournois a été de 9 rencontres durant le championnat de 1962, l'année dans laquelle aussi son plus long invaincu a obtenu. (Soyez vu plus là-haut)

## Participations en tournois internationaux officiels (FIFA)
Gimnasia a réussi à se classer pour la première fois pour une compétition internationale de FIFA en 1992. Cette année Gimnasia est éliminée de la Coupe Conmebol 1992 dans des semifins(semifinales). C'était sa meilleure participation dans un tournoi international organisé par la FIFA.
En 2003 ils ont disputé pour la première fois la Coupe Libertadores de América, étant éliminé dans la première ronde.
Il faut souligner que Gimnasia n'a jamais été vaincue par des tournois internationaux FIFA comme local dans son propre stade.
Ensuite enregistre les participations dans des tournois internationaux FIFA du Club de Gimnasia y Esgrima La Plata:
| Tournoi                | Classement          |
| ---------------------- | ------------------- |
| Copa CONMEBOL 1992     | Demi-finale         |
| Copa CONMEBOL 1995     | Huitièmes de finale |
| Copa CONMEBOL 1998     | Huitièmes de finale |
| Copa Sudamericana 2002 | Quarts de Finale    |
| Copa Libertadores 2003 | Premier tour        |
| Copa Sudamericana 2006 | Quarts de Finale    |
| Copa Libertadores 2007 | Premier tour        |

## Joueurs les plus capés
Le long de ses 121 années d'histoire, ils ont plus été de 800, les Footballeurs du Club de Gimnasia y Esgrima La Plata qu'ils ont habillé la chemisette de la première équipe. Jorge San Esteban avec 462 rencontres disputées est celui qui plus de fois a éclairé la chemisette albiazul.
Ensuite des footballeurs les enregistrent avec une plus grande quantité de rencontres disputées dans elle l'historia du Club de Gimnasia y Esgrima La Plata:
| Jouer                 | Matchs | Periodo                |
| --------------------- | ------ | ---------------------- |
| Jorge San Esteban     | 462    | 1992-2003 et 2004-2009 |
| Guillermo Sanguinetti | 383    | 1991-2003              |
| Oscar Montañéz        | 343    | 1932-1945              |
| Enzo Noce             | 321    | 1990-2004              |

## Meilleurs buteurs du club

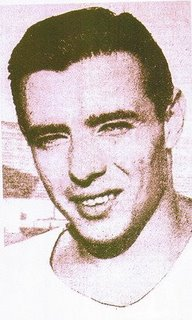
Diego Francisco Bayo

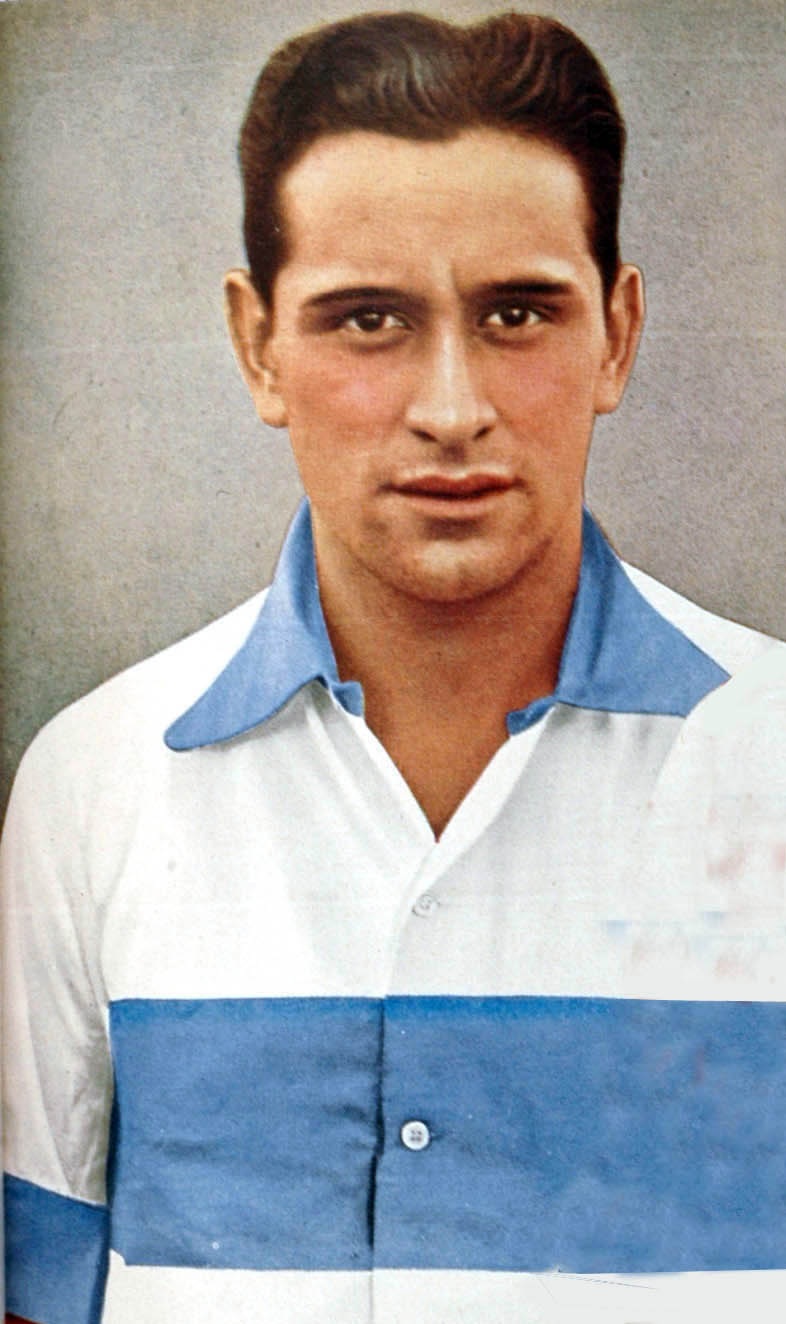
Arturo Naón.

Ensuite les footballeurs enregistrent avec une plus grande quantité de buts changés en histoire du Club de Gimnasia y Esgrima La Plata:
| Jouer                | Buts |
| -------------------- | ---- |
| Arturo Naón          | 95   |
| Manuel Fidel         | 80   |
| Diego Francisco Bayo | 71   |
| Delio Onnis          | 64   |

## Palmarès en amateur

### Compétitions officielles
- Champion de Première division : 1929[3]
- Vice-champion de Première division : 1924[4]
- Champion de Deuxième division : 1915[5]

### Compétitions amicales
- Vainqueur de la Copa Competencia Adolfo J. Bullrich: 1915
- Vainqueur de la Copa Campeonato Intermedia: 1915

## Palmarès en Professionnel

### Compétitions officielles
- Vice-champion de Première division: Clausura 1995, Clausura 1996, Apertura 1998, Clausura 2002, Apertura 2005[6],[7],[8],[9],[10],[11]
- Champion de Deuxième division: 1944, 1947, y 1952[12],[13]
- Vice-champion de Deuxième division: 1946
- Vainqueur de la Copa Centenario de la AFA: 1994

### Compétitions amicales nationales
- Vainqueur de la Copa Gobernador Alende: 1960[14]
- Vainqueur de la Copa Amistad: 1977 y 2006
- Vainqueur de la Copa Ciudad de Mar del Plata: 2009[15],[16]
- Vainqueur de la Copa Municipalidad de La Plata: 1999 et 2001[17]

### Compétitions amicales internationales
- Vainqueur de la Copa Colonia del Sacramento: 1998[18]
- Vainqueur de la Cuadrangular de Asunción: 1975
- Vainqueur de la Copa Cristal: 2005[19]
- Vice-champion de la Coupe Sanwa Bank: 1994